# Jorge Cifuentes Méndez
Jorge Luis Cifuentes Méndez é um atleta colombiano da modalidade patinação de velocidade que foi campeão sul-americano em Medellín 2010.

A trajetória esportiva de Jorge Cifuentes Méndez se identifica por sua participação nos seguintes eventos nacionais e internacionais:

## Jogos Sul-Americanos
Foi reconhecido o seu triunfo por ser o quinto atleta com mais medalhas da delegação da Colômbia em Medellín 2010.

### Jogos Sul-Americanos de Medellín 2010
Por seu desempenho na nona edição dos Jogos, foi destaque por ser o sétimo atleta com o maior de número de medalhas entre todos os participantes do evento, com um total de 7 medalhas:

- , Medalha de ouro: Pontos 10000m estrada masculino
- , Medalha de ouro: Patinação de velocidade Eliminação 20000m estrada masculino
- , Medalha de ouro: Patinação de velocidade Maratona estrada masculino
- , Medalha de ouro: Patinação de velocidade Pontos + Eliminação 10000m pista masculino
- , Medalha de ouro: Patinação de velocidade Revezamento 3000m pista masculino
- , Medalha de prata: Patinação de velocidade Eliminação 15000m pista masculino